# Peter Raabe

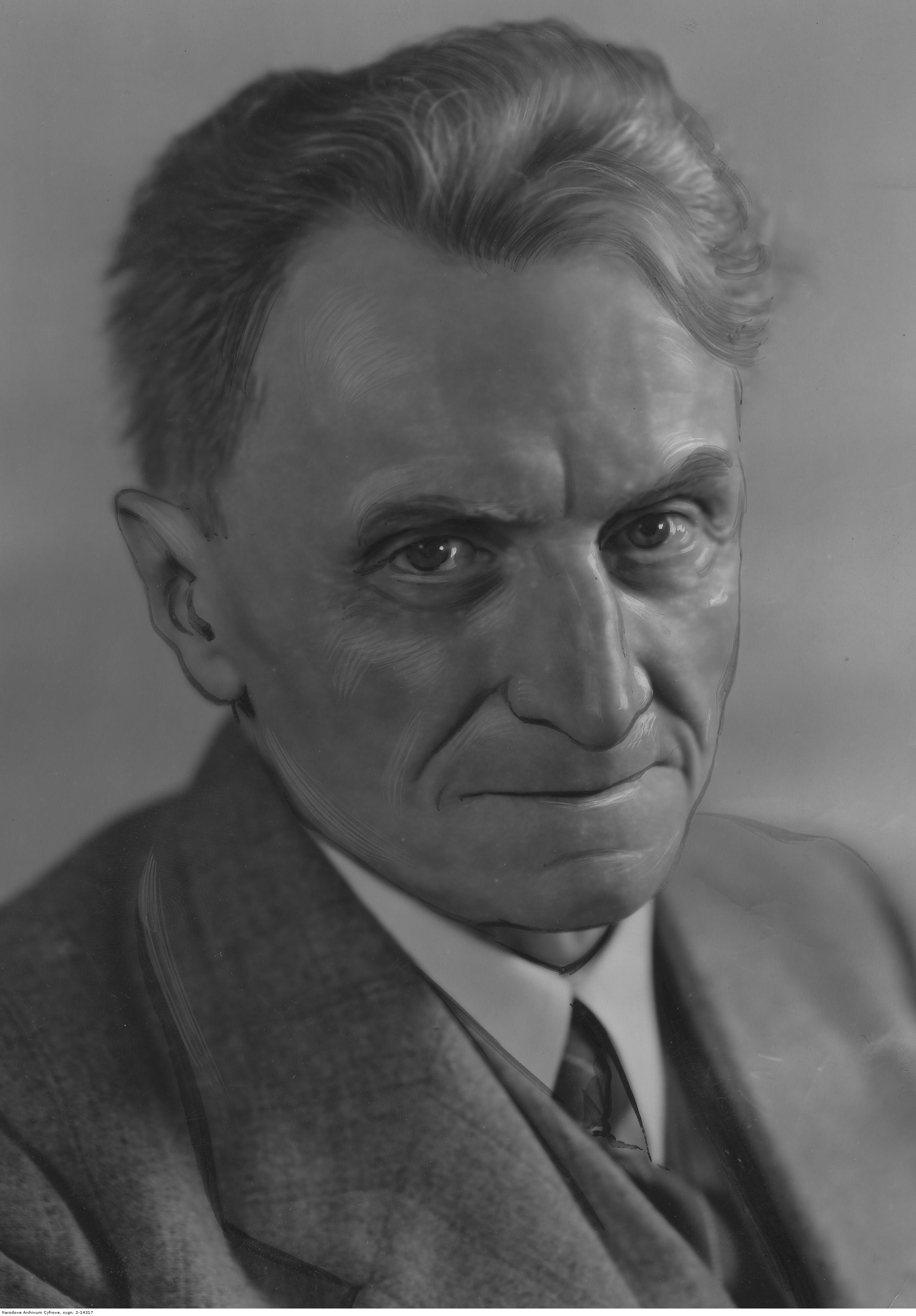
German conductor and musicologist Peter Raabe

Peter Raabe (27 de novembro de  1872, Frankfurt an der Oder - 12 de abril de 1945, Weimar) foi um compositor e maestro alemão. Graduado na Escola Superior de Música de Berlim e nas universidades de Munique e Jena. Em 1894-98 Raabe trabalhou em Königsberg e Zwickau. Em 1899-1903 trabalhou na Casa da Ópera Holandesa (Amesterdão). Em 1907-20 Raabe foi primeiro-maestro em Weimar. Raabe fez performances em muitos países da Europa. Em 19 de julho de 1935 Raabe substituiu Richard Strauss no cargo de Presidente do Salão de Música Imperial. Durante cerca de dez anos dirigiu a actividades musical do Terceiro Reich. 
Foi o primeiro a completar a lista cronológica de obras de Franz Liszt.